# Natentsun
Natentsun (o Naxtenxum) es un sitio arqueológico del periodo Clásico mesoamericano perteneciente a la cultura maya ubicado en el valle de Tulijá del municipio de Chilón al norte del estado mexicano de Chiapas, a unos metros del actual poblado de Chilón. Natentsun se ubica junto a un grupo de sitios arqueológicos cercanos ubicados dentro de la zona de influencia de la ciudad de Toniná y se cree que estuvo subordinado a este centro político por la similitud entre su arquitectura. El sitio arqueológico de Natentsun consta de 6 estructuras arquitectónicas centradas en una plaza principal, entre los hallazgos más relevantes destacan refinadas esculturas de estuco del estilo clásico tardío con la representación de seres de la mitología maya.

## Historia
De acuerdo a los hallazgos cerámicos y arqueológicos registrados en Natentsun y al estilo de sus esculturas se sabe que el sitio se desarrolló en el periodo clásico, las características arquitectónicas de sus edificios y los finos estucos del sitio muestran una notable influencia de la ciudad de Toniná, la cual dominaba una amplia región a lo largo del área maya de las montañas del norte de Chiapas. Investigaciones arqueológicas han determinado que Natentsun fue una ciudad con una ubicación estratégica que integraba parte de una ruta comercial entre varios sitios subordinados a Toniná como Bolonkin, Mukana y Nachoj la cual iba de la región de Toniná hacia los asentamientos prehispánicos ubicados en Tabasco y la costa del golfo.
El sitio fue explorado en 1958 por primera vez por el arqueólogo Wolfgang Cordan, en una expedición donde descubrió y fotografió varias esculturas de estuco con la imagen de seres míticos fijadas en los muros que posteriormente serían extraídas y llevadas a Yajalón por el inminente riesgo de saqueo. En 1958 Frans Blom y Gertrude Duby realizaron un reporte arqueológico en Natentsun donde lo describieron como un sitio extenso y lograron fotografiar una figura de estuco aun fija en un muro, luego de su visita a Natentsun, Blom instó a las autoridades a actuar ante la alta vulnerabilidad de saqueo que presentaba el sitio.